# Ospedale militare centrale 108
L'Ospedale militare centrale 108, noto anche come Istituto medico dell'esercito 108 o Ospedale centrale dell'esercito 108 (Bệnh viện Trung ương Quân Đội 108 in vietnamita) è un ospedale situato nel distretto di Hoan Kiem ad Hanoi, capitale del Vietnam. E'sotto il diretto controllo del Ministero della difesa.
Fondato inizialmente come ospedale militare per l'esercito francese in Indocina durante il periodo coloniale, era noto come Ospedale Lanessan e fungeva anche da ospedale universitario per la vicina Scuola di medicina dell'Indocina, oggi la Università Medica di Hanoi. Con la fine della dominazione francese e l'avvento della Repubblica Democratica del Vietnam la struttura divenne l'ospedale militare centrale del Vietnam del Nord, venendo creata ufficialmente il 1 aprile 1951. Oggi l'ospedale è aperto al pubblico ed è considerato uno dei migliori e più famosi del paese ed è stato il primo a effettuare trapianti di organi.
Il 17 dicembre 2018 è stata inaugurata la nuova sede dell'ospedale, per un totale di circa 2.000 letti. La struttura è suddivisa in tre diversi edifici, di cui uno di 22 e uno di 11 piani.